# Tricentrus kotoinsulanus
Tricentrus kotoinsulanus är en insektsart som beskrevs av Kato 1928. Tricentrus kotoinsulanus ingår i släktet Tricentrus och familjen hornstritar. Inga underarter finns listade i Catalogue of Life.